# NGC 2553
NGC 2553 (również PGC 23240) – galaktyka spiralna (S), znajdująca się w gwiazdozbiorze Raka. Odkrył ją Albert Marth 17 lutego 1865 roku.